# III Recenseamento Geral da População de Portugal
O III Recenseamento Geral da População de Portugal realizou-se a 1 de dezembro de 1890, abrangendo todo o território nacional no continente europeu e arquipélagos dos Açores e da Madeira. Segundo este Censo, Portugal tinha 5 049 729 «habitantes de facto», sendo 2 430 339 homens e 2 619 390 mulheres, verificando-se ainda que somente 1 048 802 sabiam ler e as famílias apresentavam um número médio de 4 indivíduos.
Este terceiro recenseamento geral da população foi primeiramente ordenado pela Carta de Lei de 15 de março de 1877, que determinava a realização em 1888, contudo e de acordo com a Carta de Lei de 25 de Agosto de 1887, esta estipulou a sua concretização no ano de 1890, ou seja, dois anos mais tarde, pretendendo também que tivesse uma periodicidade decenal.
Neste censo foram também seguidas novas diretrizes metodológicas, em concordância com o Congresso Internacional de Estatística realizado, em 1872, em S. Petersburgo.
Levado a cabo pela Repartição Estatística do Ministério das Obras Públicas Comércio e Industria, utilizou o método da recolha direta, nominativa e simultânea, compreendendo a população existente no continente e ilhas adjacentes. Todos os indivíduos foram recenseados no mesmo dia e nos lugares onde passaram a noite de 30 de novembro para 1 de dezembro de 1890, baseada em boletins de família de fogos e de embarcações. Os boletins de embarcações foram utilizados pela primeira vez neste censo.
Foram recolhidas as seguintes variáveis: população de facto (presente) segundo o sexo, a idade e o estado civil (solteiros, casados e viúvos); população ausente (residente mas não presente); transeuntes (presentes não residentes); fogos (ou famílias); instrução elementar; circunstâncias físicas e especiais dos recenseados.
Os resultados definitivos deste censo, foram publicados em três volumes, com edição entre 1896 e 1900: O primeiro volume, que abrange os fogos, a população de facto e de residência habitual, feito o seu agrupamento por freguesias, concelhos e distritos e, discriminação por naturalidade, estado civil, sexo e instrução; o segundo volume, que estuda a população por idades; e por último o terceiro volume, que representa uma classificação segundo as profissões, sendo esta feita pela primeira vez.

## Alguns resultados
O estado da população de Portugal no 1º de dezembro de 1890 consta do seguinte quadro:
| Distrito          | População |
| ----------------- | --------- |
| Aveiro            | 287 437   |
| Beja              | 157 571   |
| Braga             | 338 308   |
| Bragança          | 179 678   |
| Castelo Branco    | 205 211   |
| Coimbra           | 316 624   |
| Évora             | 118 408   |
| Faro              | 228 635   |
| Guarda            | 250 154   |
| Leiria            | 217 278   |
| Lisboa            | 611 168   |
| Portalegre        | 112 834   |
| Porto             | 546 262   |
| Santarém          | 254 844   |
| Viana do Castelo  | 207 366   |
| Vila Real         | 237 302   |
| Viseu             | 391 015   |
| Angra do Heroísmo | 72 151    |
| Horta             | 58 685    |
| Ponta Delgada     | 124 758   |
| Funchal           | 134 040   |
| Total Nacional    | 5 049 729 |

| Distrito          | Taxa de Alfabetização | Taxa de Alfabetização | Taxa de Alfabetização | Taxa de Alfabetização | Taxa de Alfabetização | Taxa de Alfabetização | Taxa de Alfabetização | Taxa de Alfabetização |
| Distrito          | Total                 | Total                 | Homens                | Homens                | Homens                | Mulheres              | Mulheres              | Mulheres              |
| Distrito          | Analfabetos           | Sabem ler             | Total                 | Analfabetos           | Sabem ler             | Total                 | Analfabetas           | Sabem ler             |
| ----------------- | --------------------- | --------------------- | --------------------- | --------------------- | --------------------- | --------------------- | --------------------- | --------------------- |
| Aveiro            | 82,9%                 | 17,1%                 | 45,7%                 | 32,8%                 | 12,9%                 | 54,3%                 | 50,1%                 | 4,2%                  |
| Beja              | 84,6%                 | 15,4%                 | 51,5%                 | 42,1%                 | 9,4%                  | 48,5%                 | 42,5%                 | 6,0%                  |
| Braga             | 80,4%                 | 19,6%                 | 45,3%                 | 31,2%                 | 11,1%                 | 54,7%                 | 49,2%                 | 5,5%                  |
| Bragança          | 84,6%                 | 15,4%                 | 50,1%                 | 39,1%                 | 11,0%                 | 49,9%                 | 45,5%                 | 4,4%                  |
| Castelo Branco    | 87,3%                 | 12,7%                 | 49,7%                 | 40,5%                 | 9,2%                  | 50,3%                 | 46,8%                 | 3,5%                  |
| Coimbra           | 84,8%                 | 15,2%                 | 46,7%                 | 35,0%                 | 11,7%                 | 53,3%                 | 49,8%                 | 3,5%                  |
| Évora             | 81,4%                 | 18,6%                 | 51,8%                 | 40,9%                 | 10,9%                 | 48,2%                 | 40,5%                 | 7,7%                  |
| Faro              | 85,1%                 | 14,9%                 | 50,4%                 | 42,4%                 | 8,0%                  | 49,6%                 | 42,7%                 | 6,9%                  |
| Guarda            | 83,0%                 | 17,0%                 | 48,2%                 | 35,9%                 | 12,3%                 | 51,8%                 | 47,1%                 | 4,7%                  |
| Leiria            | 86,8%                 | 13,2%                 | 49,2%                 | 39,9%                 | 9,3%                  | 50,8%                 | 46,9%                 | 3,9%                  |
| Lisboa            | 64,5%                 | 35,5%                 | 51,7%                 | 32,4%                 | 19,3%                 | 48,3%                 | 32,1%                 | 16,2%                 |
| Portalegre        | 82,9%                 | 17,1%                 | 51,1%                 | 40,7%                 | 10,4%                 | 48,9%                 | 42,2%                 | 6,7%                  |
| Porto             | 72,0%                 | 28,0%                 | 46,7%                 | 28,8%                 | 17,9%                 | 53,3%                 | 43,2%                 | 10,1%                 |
| Santarém          | 73,1%                 | 16,9%                 | 49,6%                 | 38,8%                 | 10,8%                 | 50,4%                 | 44,3%                 | 6,1%                  |
| Viana do Castelo  | 76,8%                 | 23,2%                 | 43,8%                 | 25,9%                 | 17,9%                 | 56,2%                 | 50,9%                 | 5,3%                  |
| Vila Real         | 75,5%                 | 24,5%                 | 48,0%                 | 32,1%                 | 15,9%                 | 52,0%                 | 43,4%                 | 8,6%                  |
| Viseu             | 84,1%                 | 15,9%                 | 46,5%                 | 34,7%                 | 11,8%                 | 53,5%                 | 49,4%                 | 4,1%                  |
| Angra do Heroísmo | 74,8%                 | 23,2%                 | 44,7%                 | 33,5%                 | 11,2%                 | 55,3%                 | 41,3%                 | 14,0%                 |
| Horta             | 72,8%                 | 27,2%                 | 42,9%                 | 31,1%                 | 11,8%                 | 57,1%                 | 41,7%                 | 15,4%                 |
| Ponta Delgada     | 80,2%                 | 19,8%                 | 46,4%                 | 37,8%                 | 8,6%                  | 53,6%                 | 42,4%                 | 11,2%                 |
| Funchal           | 84,5%                 | 15,5%                 | 47,5%                 | 40,7%                 | 6,8%                  | 52,5%                 | 43,8%                 | 8,7%                  |
| Lisboa (a cidade) | 47,5%                 | 52,5%                 | 50,6%                 | 22,0%                 | 28,6%                 | 49,4%                 | 25,5%                 | 23,9%                 |
| Porto (a cidade)  | 54,0%                 | 46,0%                 | 48,0%                 | 21,0%                 | 27,0%                 | 52,0%                 | 33,0%                 | 19,0%                 |
| Total Nacional    | 79,2%                 | 20,8%                 | 48,3%                 | 34,7%                 | 13,6%                 | 51,7%                 | 44,5%                 | 7,2%                  |